# Simfonia núm. 3 (Rakhmàninov)

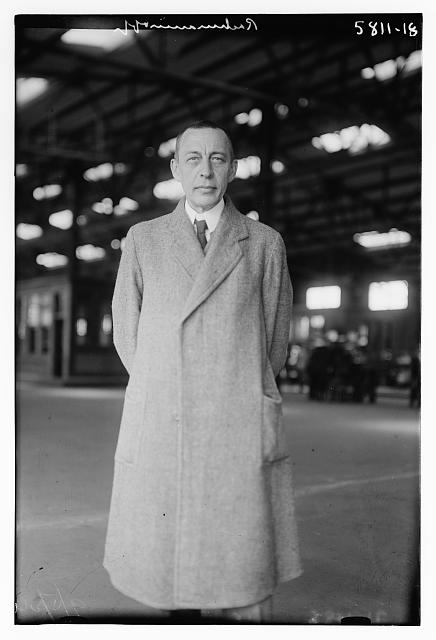
Fotografia de Serguei Rakhmàninov, autor de la peça.

La Simfonia núm. 3 en la menor, op. 44, de Serguei Rakhmàninov va ser composta entre 1935 i 1936. L'estrena fou el 6 de novembre de 1936 amb Leopold Stokowski dirigint l'Orquestra de Filadèlfia. Té una durada aproximada de 40 minuts.
La simfonia conté només tres moviments però el central assumeix el rol dual de moviment lent i scherzo, el que suposa una innovació simfònica per part de Rakhmàninov. L'obra fa servir la forma cíclica, amb un subtil ús dels temes combinats, com és usual en les obres de Rakhmàninov, amb referències al cant pla Dies irae.
El que va significar un precedent de la Tercera Simfonia va ser la seva gran economia de so comparada amb els seus predecessors. El seu estil més lliure, que pot recordar en un principi a la Rapsòdia sobre un tema de Paganini, millora la capacitat emocional de l'obra. El profundament tràgic primer moviment, sense arribar a ser mòrbid, representa un esfondrament amb reminiscències a Mahler en la seva gran impressió i inexorabilitat. A diferència de Mahler, Rakhmàninov manté una objectivitat, no com succeeix en una tragèdia grega sinó amb la foscor que finalment es transforma en un poderós finale.

## Moviments
1. Lento - Allegro moderato - Allegro
2. Adagio ma non troppo - Allegro vivace
3. Allegro - Allegro vivace - Allegro (Tempo primo) - Allegretto - Allegro vivace.

## Composició
La Tercera Simfonia és una obra de transició. Pel que fa al contorn melòdic i el ritme és la seva simfonia més expressiva, particularment en els ritmes de l'última dansa. L'estil rus, és evident des del començament amb el cant d'estil ortodox, és un recordatori de les arrels del compositor per un home que havia estat desproveït d'elles. La música està saturada de tristesa i angoixa. Quan la música esclata, la melodia i harmonia quasi sempre es tornen cap a si mateixes en comptes de cap a fora sense cap sentiment d'alegria. Si hi hagués una sola obra que expressés el dolor que Rakhmàninov sentia per estar a l'exili, seria aquesta.
Rakhmàninov va compondre la seva Tercera Simfonia després de compondre la Rapsòdia sobre un tema de Paganini i les Variacions sobre un tema de Corelli. Va arribar a la seva recentment construïda Villa Senar al llac Lucerna a Suïssa a finals d'abril de 1935 amb la idea d'escriure una simfonia. Satisfet amb la seva nova casa i amb l'esperit renovat, Rakhmàninov es va posar mans a l'obra. El 15 de maig va informar a Sofiya Satin que havia fet «una mica de feina» i durant les següents setmanes treballaria seriosament component la nova obra. Però, una cura de tres setmanes a Baden-Baden al juliol, així com un parèntesi a l'agost, ho va retardar. Cinc dies abans d'abandonar Senar en acabar les vacances d'estiu, Rakhmàninov va escriure a Satin una mica insatisfet amb ell mateix, «He acabat dos terços de l'obra en net però l'últim terç en brut. Si tens en compte que vaig trigar setanta dies d'intens treball per realitzar els primers dos terços, per a l'últim terç - trenta-cinc dies - no és temps suficient. Comencen els viatges i a més ho he de fer tocant el piano. Crec que estarà acabada per l'any que ve."